# Valget i Tanzania 1965
Valget i Tanzania 1965 var det første valg i det nyoprettede Den Forenede Republik Tanzania, og blev afholdt i september 1965. Landet havde netop vedtaget at blive en etpartistat, med Tanganyika African National Union som eneste lovlige parti i Tanzania, og Afro-Shirazi Party som eneste lovlige parti på Zanzibar. I valget til nationalforsamlingen var der to kandidater fra samme parti i hvert valgdistrikt, mens præsidentvalget i praksis var en folkeafstemning om TANU-lederen Julius Nyereres kandidatur.m
Valgdeltagelsen var på 71,8 % til nationalforsamlingsvalget og 82,7 % i præsidentvalget, men kun 32,5 % af landets 9,8 millioner indbyggere var registrerede stemmegivere.
I tillæg til de valgte repræsentanter var der 94 ekstra udnævnte medlemmer: de 32 medlemmer af Zanzibars Revolutionsrådet, 20 medlemmer nomineret af Zanzibar, 17 regionskommissionærer, 15 medlemmer valgt af nationalforsamlingen og optil 10 personer nomineret af præsidenten.

## Resultater

### Præsident
| Valg                    | Stemmer   | %     |
| ----------------------- | --------- | ----- |
| For                     | 2.520.904 | 96,46 |
| Mod                     | 88.600    | 3,54  |
| Ugyldige/blanke stemmer | 26.537    | –     |
| Totalt                  | 2.636.041 | 100   |

### Nationalforsamlingen
| Parti                   | Stemmer   | %   | Sæder |
| ----------------------- | --------- | --- | ----- |
| TANU–ASP                | 2.263.830 | 100 | 188   |
| Ugyldige/blanke stemmer | 25.772    | –   | –     |
| Totalt                  | 2.289.603 | 100 | 188   |